# Harri Lorenzi
Harri Lorenzi (Corupá, 1949) is een Braziliaans agronomisch ingenieur en botanicus. In 1979 is hij afgestudeerd aan de University of Tennessee met de masterscriptie Effects of common cocklebur control systems on soybean yields, costs, and returns. 
In 1981 heeft hij Instituto Plantarum in Nova Odessa (São Paulo) opgericht. Hij is er nog steeds werkzaam als directeur. Instituto Plantarum is een botanisch onderzoeksinstituut waar een bibliotheek, een laboratorium, een botanische tuin van 8 hectare en een herbarium deel van uitmaken. 
Lorenzi is de (mede)auteur van een aantal Portugeestalige boeken met betrekking tot de Braziliaanse flora. Deze rijk geïllustreerde boeken zijn vanaf 1992 verschenen. Een drietal van de boeken zijn in het Engels vertaald. Met de verkoop van boeken kan Lorenzi zijn onderzoeksinstituut bekostigen. 
Lorenzi is lid van de American Society of Plant Taxonomists.

## Selectie van publicaties
- Plantas Daninhas do Brasil; Harri Lorenzi; editie 3;Instituto Plantarum de Estudos da Flora (2000); ISBN 8586714097
- Brazilian Trees: A Guide to the Identification and Cultivation of Brazilian Native Trees, Volume 1; editie 4; Harri Lorenzi; Instituto Plantarum de Estudos da Flora (2002); ISBN 8586714178
- Brazilian Trees: A Guide to the Identification and Cultivation of Brazilian Native Trees, Volume 2; editie 2; Harri Lorenzi; Instituto Plantarum de Estudos da Flora (2002); ISBN 8586714151
- Palmeiras Brasileiras e Exóticas Cultivadas; Harri Lorenzi; Instituto Plantarum de Estudos da Flora (2004); ISBN 8586714208
- Botânica Sistemática: Guia ilustrado para identificaçao das familias de Angiospermas da flora brasileira, baseado em APG II; Vinicius C. Souza & Harri Lorenzi; Instituto Plantarum de Estudos da Flora (2005); ISBN 8586714216
- Brazilian Fruits and Cultivated Exotics (for consuming in natura); Harry Lorenzi, Luis Bacher, Marco Lacerda & Sergio Sartori; Instituto Plantarum de Estudos da Flora (2006); ISBN 8586714240

- Bibliothèque nationale de France: cb14639446z (data)
- Author citation (botany): Lorenzi
- Gemeinsame Normdatei: 1056645210
- International Standard Name Identifier: 0000 0000 8407 2036
- Library of Congress Control Number: n85831312
- Nederlandse Thesaurus van Auteursnamen: 117812854
- Système universitaire de documentation: 120797917
- Virtual International Authority File: 109928347
- WorldCat: E39PBJhdd98CHfrYh8rxG48grq